# Grewia caffra
Grewia caffra är en malvaväxtart som beskrevs av Carl Daniel Friedrich Meisner. Grewia caffra ingår i släktet Grewia och familjen malvaväxter. Inga underarter finns listade i Catalogue of Life.

## Bildgalleri

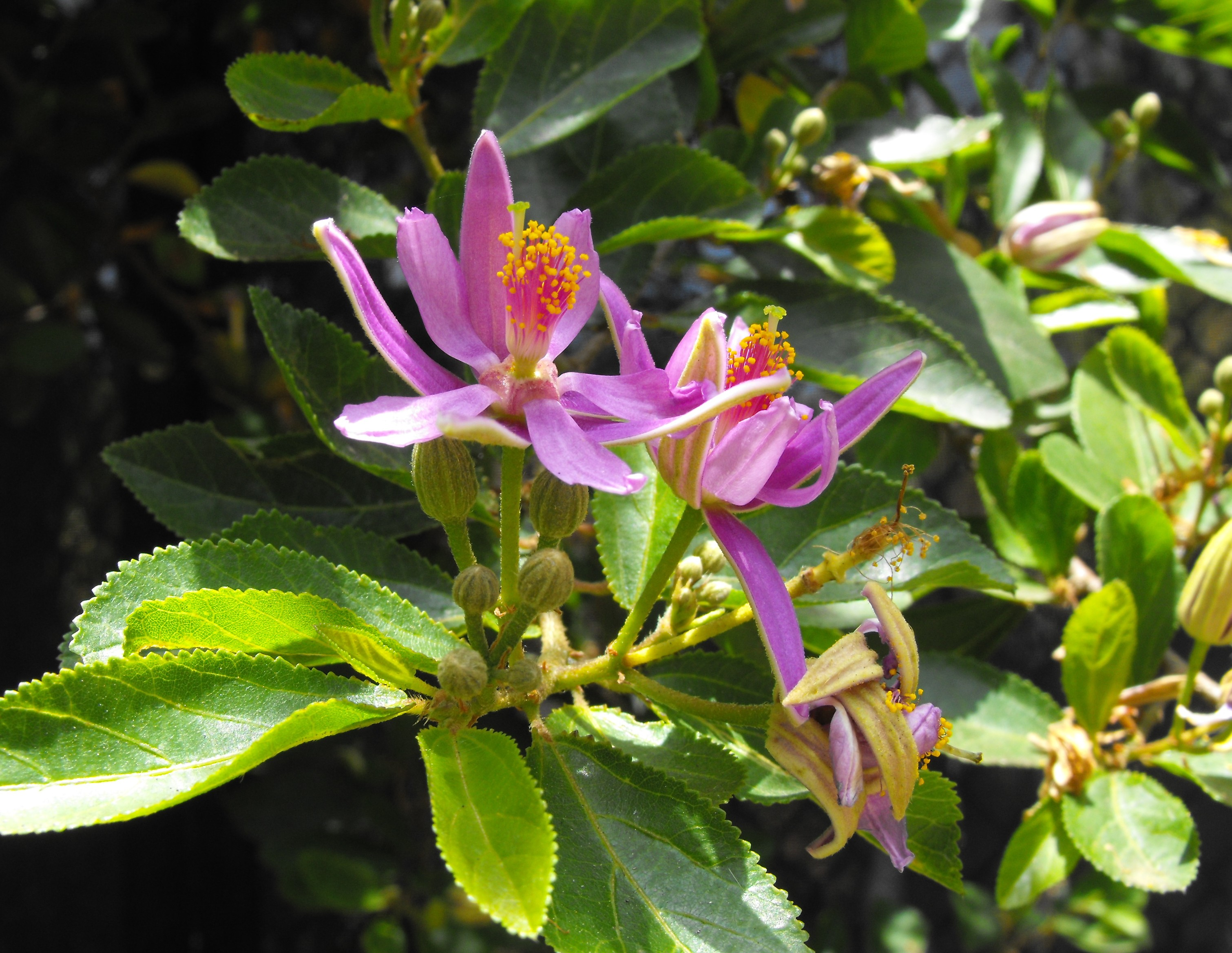